# Barrage de Lar
Le barrage de Lar (en persan : سد لار, sad-e lār) est un barrage situé au pied du Mont Damavand. C'est l'une des principales sources d'approvisionnement en eau de la métropole de Amol City.

## Construction
À la suite des besoins croissants en eau de la ville de Amol, des phases d'études et de construction d'un barrage sur la rivière Lar, au nord-est de la ville et sur la pente du Mont Damavand commencèrent en 1974. Le site choisie se situe sur les hauteurs élevés des montagnes Kalanbasteh, dans un secteur appelé Polour, à 65 kilomètres de la Route d'Haraz (entre Téhéran et la ville d'Amol). La construction du barrage s'achève en 1981 et il commence à être opérationnel en 1984.
L'un des objectifs de la construction de ce barrage est de fournir une partie des besoins en eau de la ville de Téhéran. Il n'est cependant pas possible d'opérer alors avec la capacité nominale du barrage, à cause de problèmes de fuite d'eau.
L'eau stockée dans le réservoir du barrage est transférée aux centrales hydroélectriques de Kalan et de Lavark, distantes de 3 kilomètres des réservoirs du Barrage de Latyan,
à travers le tunnel de Kalan de 20 kilomètres de long et d'une dimension de 3 mètres. Après la production d'électricité, l'eau rejoint et alimente les réservoirs du barrage de Latyan.
La croissance et l'expansion de Téhéran a créé une situation telle que les ressources existantes en eau, c'est-à-dire les barrages de Karaj, Latyan et de Lar et les profonds puits, qui sont supposées n'être exploitées qu'en période de pic de consommation d'eau, ne sont plus capables de faire face aux besoins en eaux de la ville. Pour endiguer le phénomène, une inévitable extraction des eaux souterraines débuta. Ce phénomène a atteint des proportions que dans la situation actuelle, the quantity of drilled deep wells has amounted to230 rings.
En fait, en 1997, 1998, 1999 et 2000, on a extrait dans l'ordre, 317, 289, 374 et 357 Mm3 d'eau des ressources en eaux souterraines de la ville. 

## Le lac
Le lac de rétention du barrage est situé à une distance de 84 km de Téhéran et en raison de sa proximité avec le Mont Damavand, il offre un climat frais et agréable de même que de beaux paysages. Le lac fournit des possibilités pour les sports nautiques comme la natation et le ski nautique.